# Joachim Heinrich Campe

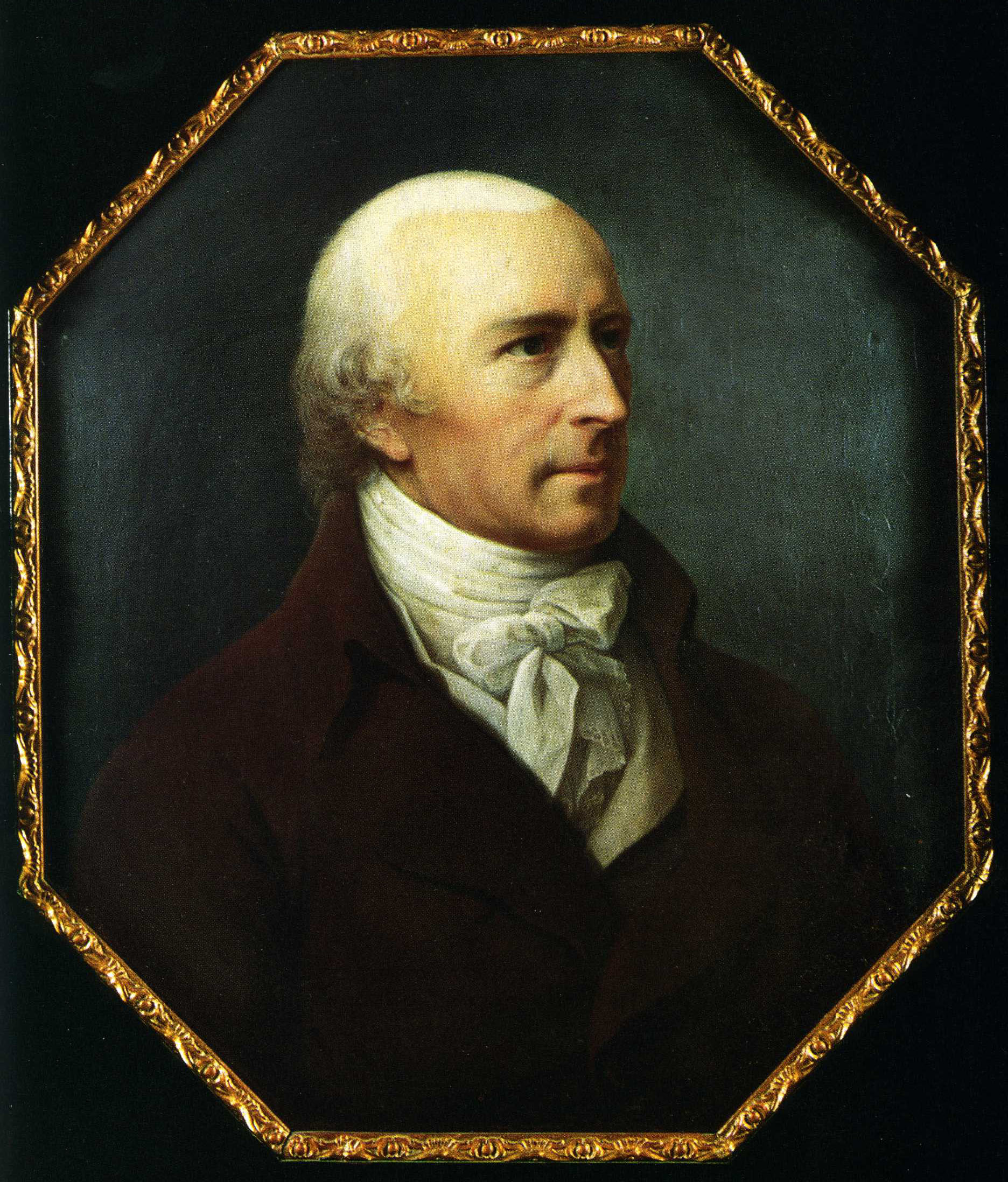
Joachim Heinrich Campe

Joachim Heinrich Campe (* 29. Juni 1746 in Deensen; † 22. Oktober 1818 in Braunschweig) war ein deutscher Schriftsteller, Sprachforscher, Pädagoge und Verleger zur Zeit der Aufklärung.

## Leben

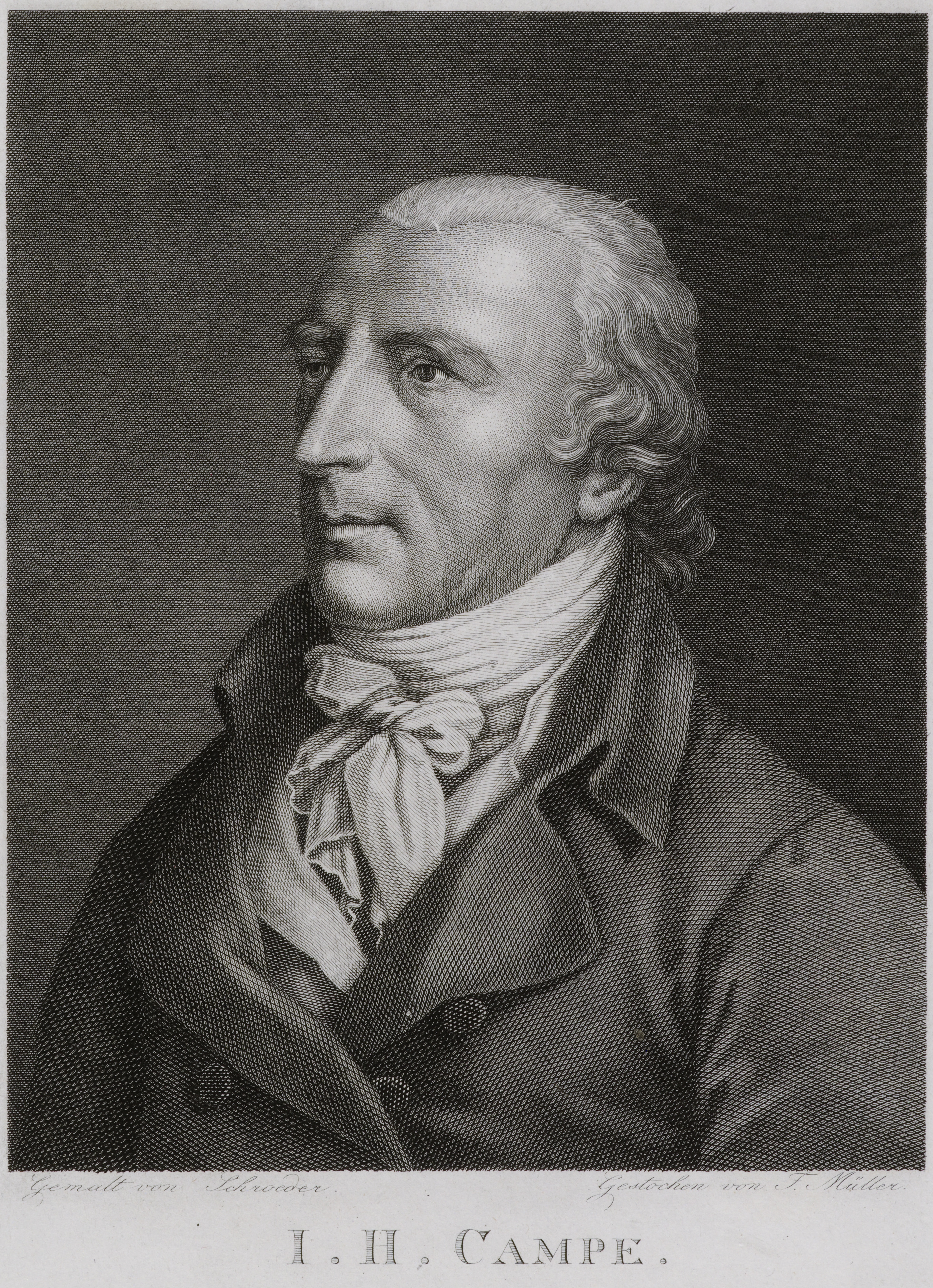
J. H. Campe –
Kupferstich von F. Müller

Joachim Heinrich wurde am 29. Juni 1746 in Deensen bei Holzminden als sechster Sohn des Ehepaares Burchhard Hilmar Campe (1695–1760), tätig als Kaufmann, und seiner Ehefrau Anna Lucia geb. Klingemann (1711–1801) geboren. Die Familie war ursprünglich adliger Abstammung, doch ging der Adelstitel verloren, da der Vater unehelich geboren wurde. Ab 1760 besuchte Joachim Heinrich als einer der ersten Schüler die Amelungsbornsche Klosterschule zu Holzminden (heute Campe-Gymnasium) und studierte anschließend ab 1765 in Helmstedt Theologie. Sein Lehrer war Wilhelm Abraham Teller, der wegen seiner deutlich aufklärerischen Position nach starken Anfeindungen Helmstedt verlassen musste. Seinem Schüler bescheinigte er außerordentliche Fähigkeiten. Wegen ähnlicher Auffassungen wechselte auch Joachim Heinrich Campe die Universität und studierte ab 1768 in Halle evangelische Theologie (bei Johann Salomo Semler 1725–1791). Sein Studium schloss er am 20. Dezember 1768 mit der Arbeit Nonnulla de vi consuetudinis quaestionibus homianis addita im Fachgebiet Philosophie ab.
Anschließend war er von 1769 bis 1773 Hauslehrer und Erzieher von Heinrich Friedrich Ferdinand von Holwede (1762–1817), dem Halbbruder von Alexander und Wilhelm von Humboldt in Tegel. In dieser Zeit kam er im Hause der Familie Humboldt mit den Ideen der Aufklärung und den dort handelnden Personen in Kontakt. Von 1773 bis 1775 war er Feldprediger des in Potsdam stationierten Regiments des Kronprinzen, des späteren Königs Friedrich Wilhelm II. 1773 heiratete er Dorothea Maria Hiller. 1774 wurde ihr einziges Kind Charlotte geboren. Im Jahre 1775 kehrte Campe an seine Stelle als Hauslehrer der Familie Humboldt zurück und unterrichtete zusätzlich die Geschwister Alexander und Wilhelm von Humboldt. In dieser Zeit beteiligte er sich an einem Wettbewerb der Königlichen Akademie der Wissenschaften zu Berlin zum Thema Empfindungen und Erkenntniskraft der menschlichen Seele.
Ab 1776 wirkte er kurzzeitig als Prediger an der Heiliggeistkirche in Potsdam. Da er aber wesentlich mehr Interesse an der pädagogischen Arbeit hatte, nahm er kurzzeitig den Ruf an das Philanthropinum (eine Reformschule) von Johann Bernhard Basedow in Dessau an und wurde dort Mitkurator, bald auch dessen Leiter. Da er aber zu den Erziehungsmethoden, mit denen die dort betreuten Söhne wohlhabender Kaufmannsfamilien unterrichtet wurden, grundsätzlich andere Auffassungen hatte, kam es mehrfach zu Konflikten. Nach einem Streit mit Basedow verließ er Dessau und ging nach Hamburg. Um aber seine eigentlichen Gründe nicht offenzulegen, tarnte er diesen Weggang als Flucht.
Campe trat 1777 der Freimaurerloge Balduin zur Linde in Leipzig bei, 1778 der Loge Absalom zu den drei Nesseln in Hamburg. Er trat 1780 aber wieder aus, wohl weil er in seinen karitativen Absichten enttäuscht war; jedenfalls hat er keine Loge mehr besucht.

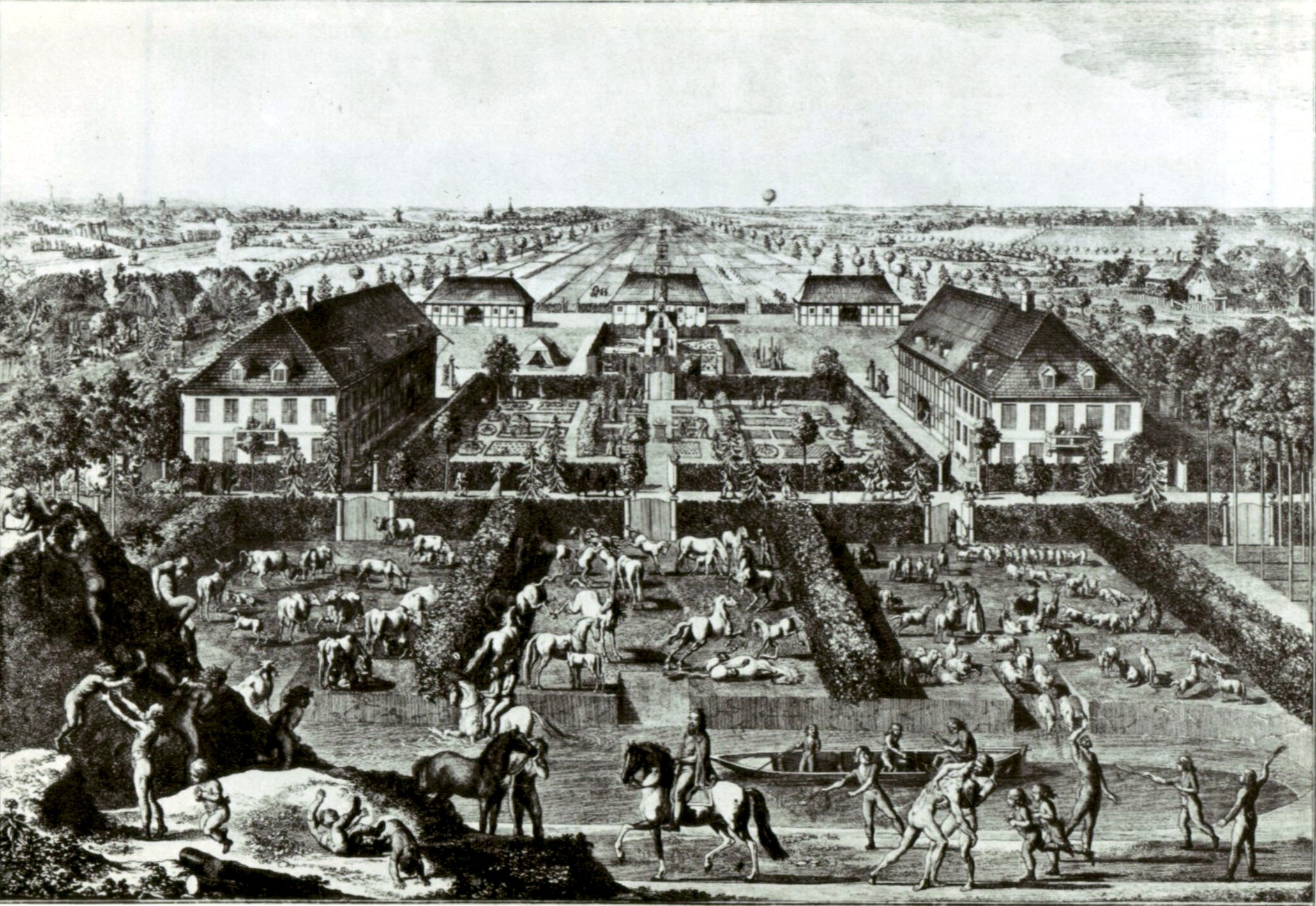
Idealbild der Campe’schen Erziehungsanstalt am Hammer Deich in Hamburg, Radierung von Daniel Chodowiecki

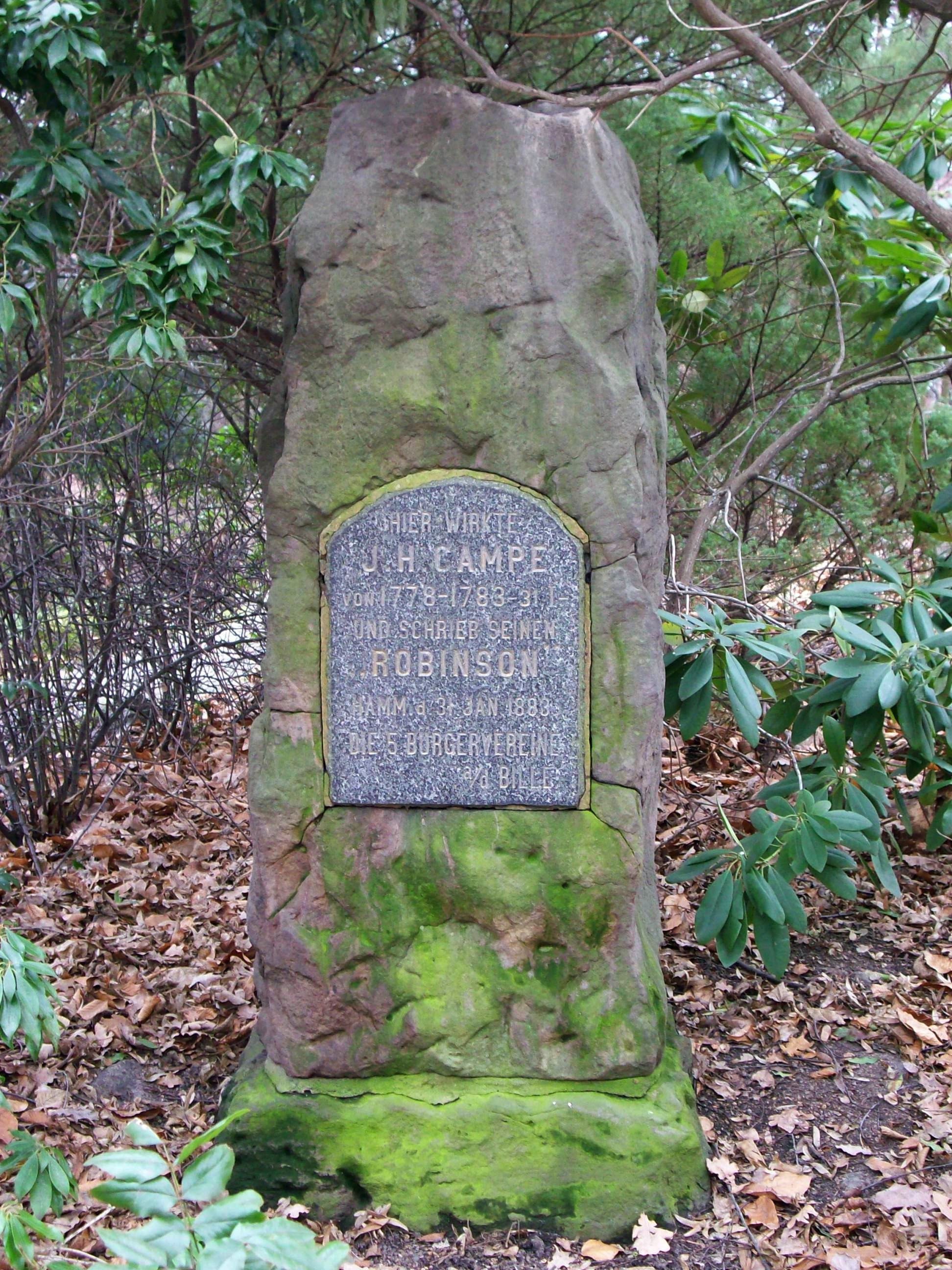
Gedenkstein im Hammer Park, Hamburg: Hier wirkte J. H. Campe von 1778 bis 1783 und schrieb seinen Robinson. Hamm, d. 31. Jan. 1883. Die 5 Bürgervereine a/d Bille. Der Stein wurde ursprünglich vor Campes Haus am Hammer Deich aufgestellt, später an der Ecke Campestraße/Robinsonstraße und erst nach der Zerstörung Hammerbrooks im Zweiten Weltkrieg an den heutigen Standort versetzt.

1777 übertrug ihm Jakob Böhl, der Leiter eines großen Handelshauses, die Erziehung seiner Söhne. In der damals ländlichen Umgebung des Hammerbrook gründete Campe am Hammerdeich (heute Hamburg-Hamm) eine eigene Erziehungsanstalt. In dieser Zeit pflegte und intensivierte er die Kontakte zu den Berliner und Hamburger Aufklärern Friedrich Gottlieb Klopstock, Matthias Claudius, Gotthold Ephraim Lessing. Er verkehrte in den Häusern von Johann Albert Heinrich Reimarus und Georg Heinrich Sieveking. Der 1779/1780 erschienene Jugendroman Robinson der Jüngere, eine freie Übersetzung und Bearbeitung des Robinson Crusoe von Daniel Defoe, wurde in zahlreiche Sprachen übersetzt, gilt als erste spezifische deutsche Jugendschrift und wurde zu einem der erfolgreichsten deutschsprachigen Jugendromane überhaupt. 1781 folgte der Jugendroman Die Entdeckung von Amerika. Die Tantiemen machten Campe finanziell unabhängig.
Campe zählt mit den Schriftstellern Christian Felix Weiße und Christian Gotthilf Salzmann zu den Begründern des modernen Genres der gezielten Kinder- und Jugendliteratur. Sein Werk Die Entdeckung von Amerika (1781/82) markiert den Übergang von Kinder- zu Jugendliteratur und diente gleichzeitig als Definitionshilfe für das Genre der Jugendliteratur. Er kreierte eine Serie von Büchern für Kinder und Jugendliche, die alle erzieherisch, aber auch freundlich und an eine gewisse Altersgruppe gerichtet sein sollten. Seine Publikationen reichen von Fibeln über Sammlungen von übersetzten und eigenen Reiseberichten bis hin zu erzieherischen Büchern über das Benehmen für Jungen und Mädchen. Campe prägte somit eine „aufklärungsspezifische philanthropisch-literarische Gestaltungsform“. Diese pädagogische Erzählweise wurde von anderen Schriftstellern übernommen und zum Beispiel im Falle Carl Goehrings circa ein Jahrhundert später für nationalpädagogische Zwecke verwendet.
Ostern 1783 übergab Campe die Leitung seines Erziehungsinstitutes an Ernst Christian Trapp und zog sich mit vier Schülern auf ein Gut nach Trittau (heute Kreis Stormarn) zurück. Seine aktive Zeit als Erzieher endete nun, und er widmete sich verstärkt seiner schriftstellerischen Tätigkeit. Seiner pädagogischen Berufung blieb er in seinen Schriften treu. Schwerpunkte seiner erzieherischen Überlegungen waren die Auseinandersetzung mit Jean-Jacques Rousseaus Émile oder Über die Erziehung, Fragen der Berufserziehung, der Charakterformung und allgemeine Bildungsfragen wie die literarische Erziehung. Besonders am Herzen lag ihm die Geschlechtererziehung. Mit seinem Theophron versuchte er den Jungen, mit dem „väterlichen Rath“ den Mädchen für das Leben Orientierungen zu geben. Die geschlechtliche Unterweisung (Aufklärung) war ihm so wichtig, dass er für das Thema zwei Teile seiner Allgemeinen Revision zur Verfügung stellte. Johann Friedrich Oest und Peter Villaume waren die Autoren. Campe unternahm Reisen durch Deutschland und die Schweiz.
1786 berief Herzog Karl Wilhelm Ferdinand von Braunschweig-Wolfenbüttel Campe als „Hochfürstlichen Schulrath“ zum Leiter eines Schuldirektoriums nach Wolfenbüttel. Unter der administrativen Leitung von Karl August von Hardenberg, dem späteren preußischen Reformkanzler, sollte das Schulwesen des Landes umgreifend reformiert werden. Weitere Mitglieder des Direktoriums waren Konrad Heusinger, Johann Stuve und Ernst Christian Trapp. Die einschneidenden Reformpläne scheiterten am Widerstand der katholischen Kirche und der Landstände. 1790 wurde das Schuldirektorium aufgelöst. Auf Grund seines pädagogischen Renommees erhielt er 1786 vom damaligen Kronprinzen und späteren König Friedrich Wilhelm II. den Auftrag, ein Erziehungskonzept für seinen Sohn, den späteren König Friedrich Wilhelm III., zu erstellen.
Bereits 1786 gründete Campe die Braunschweigische Schulbuchhandlung, die er selber leitete. Der Herzog förderte dieses Vorhaben, wusste den Aufklärer zumeist vor der preußischen Zensur zu bewahren, subventionierte den Kauf eines Verlagsgebäudes und gewährte Portofreiheit für die Buchsendungen. Campe verstand es, in dieser urheberrechtsfreien Zeit seine Rechte an den eigenen Büchern zu wahren und noch mehr mit dem Druck auch fremder Werke zu verdienen. Der Aufklärer Campe, der seine jungen Leser ursprünglich vor verderblichen Romanen bewahren wollte, erfand im deutschen Buchhandel die Massenproduktion.
Wenige Tage nach dem Sturm auf die Bastille brach Campe zusammen mit seinem ehemaligen Schüler Wilhelm von Humboldt nach Paris auf. Gemeinsam besichtigte man die Revolutionsplätze, soupierte mit Mirabeau und nahm an Sitzungen der Nationalversammlung teil, so auch an der Nachtsitzung des 4./5. August, die den Zustand Frankreichs so grundlegend veränderte.
Campe erhielt am 26. August 1792 neben Friedrich Schiller, Friedrich Gottlieb Klopstock, George Washington, Johann Heinrich Pestalozzi und 16 anderen Ausländern den Ehrenbürgerbrief der Republik Frankreich.
Campes einzige Tochter Charlotte, Vorbild der „Lotte“ in seiner Robinson-Bearbeitung, heiratete 1795 den Verleger Friedrich Vieweg, der 1799 von Berlin nach Braunschweig umsiedelte und auch die Schulbuchhandlung übernahm.
Kurz zuvor hatte der spätere Buchhändler, -drucker und Verleger Friedrich Bernhard Culemann bei Campe seine Ausbildung absolviert.
Im Jahr 1807 wurde Campe Deputierter Braunschweigs in Kassel, der Hauptstadt des von Napoleon Bonaparte gegründeten Königreichs Westphalen. Aufgrund der zunehmenden politischen Reaktion, wohl aber auch wegen der Auswirkungen einer schweren Krankheit, zog er sich ins Privatleben zurück.

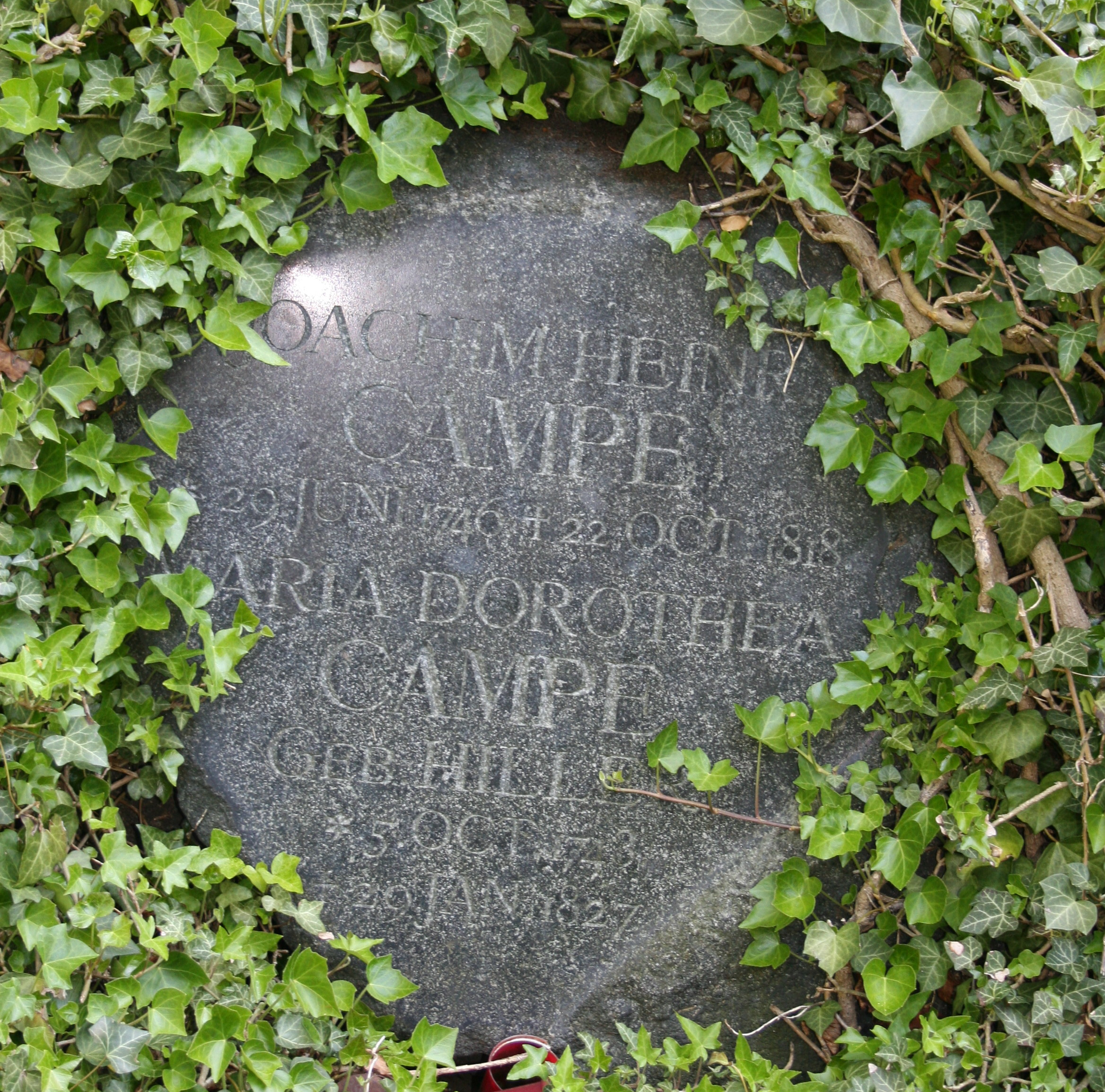
Grabmal von Joachim Heinrich Campe auf dem Magnifriedhof in Braunschweig

In der Folge verlagerte sich der Schwerpunkt seiner schriftstellerischen Tätigkeit in Richtung Studien zur deutschen Sprache. Er gab ab 1807 ein großes, 141.277 Artikel und Wörter umfassendes Wörterbuch der deutschen Sprache heraus.
1809 verlieh ihm die Universität Helmstedt die Ehrendoktorwürde der Theologie. Seit 1810 war er auswärtiges Mitglied der Bayerischen Akademie der Wissenschaften.
Joachim Heinrich Campe war der Onkel von August Campe, Julius Campe und Friedrich Campe.
Am 22. Oktober 1818 starb Joachim Heinrich Campe als wohlhabender, aber von der Öffentlichkeit nahezu vergessener Mann in Braunschweig.

## Verdeutschungen von Fremdwörtern
Campe entwickelte für zahlreiche (ca. 11.500) Fremdwörter Verdeutschungen, von denen mehrere in den allgemeinen Sprachgebrauch aufgenommen wurden, beispielsweise
- altertümlich (für das Fremdwort antik)
- Brüderlichkeit (Fraternité)
- dienstunfähig (invalid)
- einschließlich (inklusive)
- Einzahl (Singular)[17]
- Erdgeschoss (Parterre)
- Ergebnis (Resultat, Produkt)[17]
- Esslust (Appetit)
- Fehlgeburt (Abortus)
- Feingefühl[18] (1. Delikatesse. 2. Takt)
- fortschrittlich (progressiv)
- Gebärdensprache (Pantomime)[17]
- Heldengedicht (Epos)
- herkömmlich (konventionell)
- Hochschule[19] (Universität)
- Lehrgang (Kursus)
- Randbemerkung (Glosse)
- Staatsumwälzung (Revolution)
- Stelldichein (Rendezvous)
- Streitgespräch (Debatte)
- tatsächlich (faktisch)
- Voraussage (Prophezeiung)
- Wust (Chaos)[20]
- zahlungsunfähig (insolvent)[17]
- Zartgefühl (Delikatesse, damals Délicatesse‚)
- Zerrbild (Karikatur)
- Zeughaus (Arsenal)

Keinen nachhaltigen Eingang in die Alltagssprache fanden u. a.:
- Afterkirchenversammlung[17] (für Konzil)
- Blitzfeuererregung[24], „Electrisirung“[25]
- Dörrleiche[26] oder Balsamleiche (Mumie)
- Fingerfuß[17] (Daktylus)
- Freigläubiger (Protestant)
- Geistesanbau (Kultur)
- Heiltümelei (Reliquie)
- Kunsthöhle (Grotte)[27]
- Polsterbett (Sofa)[28]
- Queruliren,[29] klägeln[29]
- Schalksernst (Ironie)
- Schweissgrübchen, Schweisslöcher[30], Dunstgrübchen (Poren)
- Urgemisch, Urgemenge bzw. Mischklump (Chaos)[31]
- Zwangsgläubiger (Katholik)
- Zwischenstille (Pause)

Nicht von Campe stammen dagegen Scheidekunst (schon bei Zesen), außerdem Haarkräusler (nach Grimms Deutschem Wörterbuch schon bei Kaspar von Stieler: Der Teutschen Sprache Stammbaum und Fortwachs.).
Die Wortschöpfung Gesichtserker für Nase wird Campe (wie auch früher schon Philipp von Zesen) ebenfalls fälschlich zugeschrieben, zumindest gibt es keinen Nachweis dafür in seinen Schriften. Vermutlich handelt es sich dabei eher um eine Parodie auf die Vorschläge von Campe und anderen Sprachpuristen.
Campes Sprachpurismus war aber nicht nationalistisch, sondern aufklärerisch motiviert. Vermutlich unter dem Eindruck des hohen Diskussionsniveaus der einfachen Bevölkerung Frankreichs während der Französischen Revolution bemühte sich Campe, Fremdwörter durch im Sprachsystem verankerte, durchsichtige und damit auch Ungebildeten verständliche Wörter zu ersetzen. Damit, so hoffte er, wären diese Ungebildeten nicht mehr vom politischen Geschehen ausgeschlossen. Campe bezweckte also nicht vorrangig den Erhalt sprachlicher Reinheit, sondern die Schaffung von etwas, das später „Öffentlichkeit“ heißen sollte; letztlich war sein Programm daher emanzipativ.
Bezüglich der Ausbildung einer deutschen Standardsprache aus den verschiedenen deutschen Mundarten verlief die Bruchlinie im barocken Sprachenstreit hauptsächlich entlang der konfessionellen Grenzen. Dabei versuchten vor allem süddeutsche und österreichische Geistliche, eine südliche Schreibsprache zu etablieren, während die Gelehrten des protestantischen Nordens eine an die meißnerische Mundart angelehnte hochdeutsche Schriftsprache bevorzugten. In diesem damals heftig geführten Streit war Campe klar auf der Seite der nördlichen Schriftvariante, wie sie 1748 von Johann Christoph Gottsched vorgelegt worden war. Er wandte sich jedoch gegen die Bildung der Standardsprache ausschließlich aus mitteldeutschen Dialekten, wie sie Johann Christoph Adelung in seinem Wörterbuch praktiziert hatte. Stattdessen plädierte er für eine gleichmäßig aus allen Dialekten schöpfende Standardsprache. Erst 1784 wurde der barocke Sprachenstreit zumindest auf politischer Ebene endgültig entschieden, indem auch in den habsburgischen Kronländern die Gottsched’sche Variante als Amtssprache eingeführt wurde. Damit war aber für den Süden des deutschsprachigen Raumes das aufklärerische Prinzip, die Schrift möglichst nah an das Gesprochene heranzuführen, nicht verwirklicht worden.

## Schriften

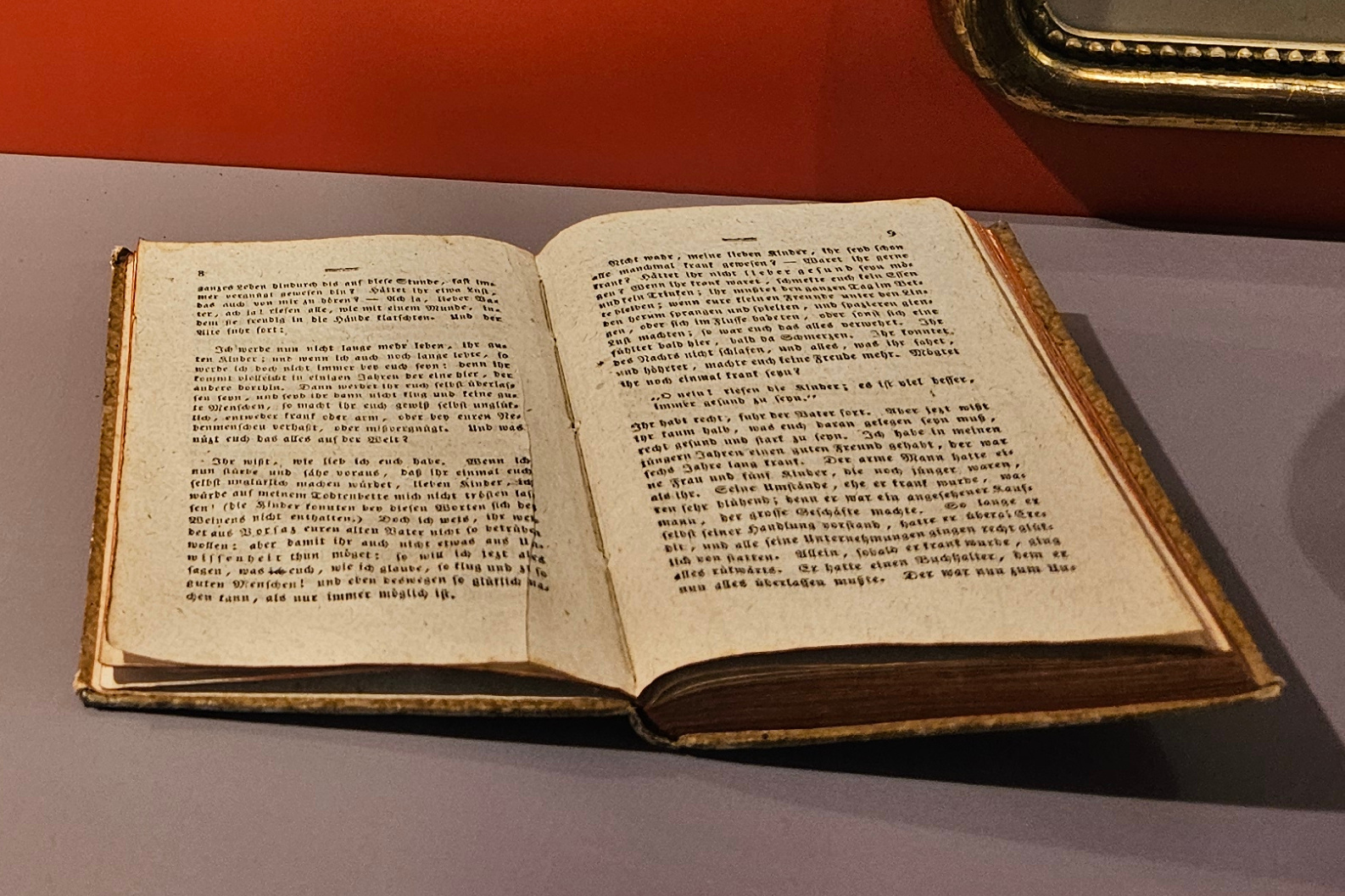
Sittenbüchlein für Kinder

- Nonnulla de vi consuetudinis quaestionibus homianis addita (Halle 1768) urn:nbn:de:gbv:3:1-819604
- Philosophische Gespräche über die unmittelbare Bekanntmachung der Religion und über einige unzulängliche Beweisarten derselben (1773) online
- Sittenbüchlein für Kinder aus gesitteten Ständen (Dessau 1777) urn:nbn:de:gbv:3:1-315557
- Pädagogische Unterhandlungen (1777) online
- Sammlung einiger Erziehungsschriften (Leipzig, 1778) Band 1, Band 2
- Uber Empfindsamkeit und Empfindelei in pädagogischer Hinsicht (Hamburg 1779) Digitalisat der Bayerischen Staatsbibliothek (Reprint: Becker, Potsdam 2012, ISBN 978-3-941919-92-1)
- Robinson der Jüngere, zur angenehmen und nützlichen Unterhaltung für Kinder. (Band 1 Hamburg 1779, Digitalisat und Volltext im Deutschen Textarchiv; Band 2 Hamburg 1780, Digitalisat und Volltext im Deutschen Textarchiv)
- Kleine Kinderbibliothek (12 Bände, Hamburg 1779 bis 1784) Band 1, Band 2, Band 3, Band 4, Band 5, Band 6, Band 8
- Die Entdeckung von Amerika (1781). Band 1, Band 2, Band 3
- Theophron oder Der erfahrene Ratgeber für die unerfahrene Jugend (Band 1 Hamburg 1783, Digitalisat und Volltext im Deutschen Textarchiv; Band 2 Hamburg 1783, Digitalisat und Volltext im Deutschen Textarchiv)
- Väterlicher Rath für meine Tochter. Ein Gegenstück zum Theophron, der erwachsenen weiblichen Jugend gewidmet (1789). online
- Allgemeine Revision des gesamten Schul- und Erziehungswesens. Von einer Gesellschaft praktischer Erzieher (Hamburg, Wolfenbüttel, Wien, Braunschweig, 1785 bis 1792). Band 1
- Erste Sammlung merkwürdiger Reisebeschreibungen für die Jugend (12 Teile, Hamburg 1785 bis 1793, Fortsetzung 6 Teile, Braunschweig 1794 bis 1801); Reise von Hamburg bis in die Schweitz im Jahr 1785, herausgegeben von Uwe Hentschel, Hannover : Wehrhahn Verlag, 2023, ISBN 978-3-98859-019-0
- Über einige verkannte, wenigstens ungenützte Mittel zur Beförderung der Industrie, der Bevölkerung und des öffentlichen Wohlstandes. Zwei Fragmente (Wolfenbüttel, 1786). Band 1, Band 2
- Ueber das Zweckmäßige und Unzweckmäßige in den Belohnungen und Strafen (Braunschweig, 1788, Digitalisat der Bibliothek für Bildungsgeschichtliche Forschung)
- Braunschweigisches Journal philosophischen, philologischen und pädagogischen Inhalts (Braunschweig 1788 bis 1791); fortgesetzt als:
- Schleswigsches, ehemals Braunschweigiges Journal (Neues Braunschweigiges Journal) (Altona, 1792); dann:
- Schleswigsches Journal (Altona, 1792 bis 1793)
- Briefe aus Paris (1790). online
- Proben einiger Versuche von deutscher Sprachbereicherung (Braunschweig 1791). online
- Geschichte der französischen Staatsumwälzung (1792). Band 1, Band 2, Band 3
- Über die Reinigung und Bereicherung der deutschen Sprache (Braunschweig, 1794, Digitalisat)
- Beiträge zur Beförderung der fortschreitenden Ausbildung der deutschen Sprache (Braunschweig 1795 bis 1797)
- Wörterbuch zur Erklärung und Verdeutschung der unserer Sprache aufgedrungenen fremden Ausdrücke (2 Teile, Braunschweig 1801; Auflage 1813: Volltext in der Google-Buchsuche); 2., verbesserte und mit einem 3. Band vermehrte Auflage 1808 (Digitalisat)
- Neue Sammlung merkwürdiger Reisebeschreibungen für die Jugend (7 Teile, Braunschweig 1802 bis 1806). Band 1, Band 2, Band 3, Band 4, Band 5, Band 6, Band 7
- Sämtliche Kinder- und Jugendschriften (38 Teile, Braunschweig 1806 bis 1822)
- Wörterbuch der Deutschen Sprache. 5 Bände. 1807–1811. Band 1, Band 2, Band 3, Band 4, Band 5
- Briefe von und an Joachim Heinrich Campe, hrsg. von Hanno Schmitt u. a. Band 1: Briefe von 1766–1788, Harrassowitz, Wiesbaden 1996, ISBN 3-447-03902-7, Band 2: Briefe von 1789–1814, Wiesbaden 2008, ISBN 978-3-447-05682-3

## Porträts
- Friedrich Carl Gröger, Heinrich Jacob Aldenrath, Bildnis des Joachim Heinrich Campe, Hamburger Steindruckerei Speckter & Herterich, 1818/1829, Lithografie, 548 × 379 mm, (online Digitaler Porträtindex, Bildarchiv Foto Marburg)
- Johann Heinrich Schröder gemalt, Porträt Joachim Heinrich Campe, Friedrich Theodor Müller gestochen, um 1830, Kupferstich, 266 × 218 mm, (online im Bildindex der Kunst und Architektur)